# Kennedybron

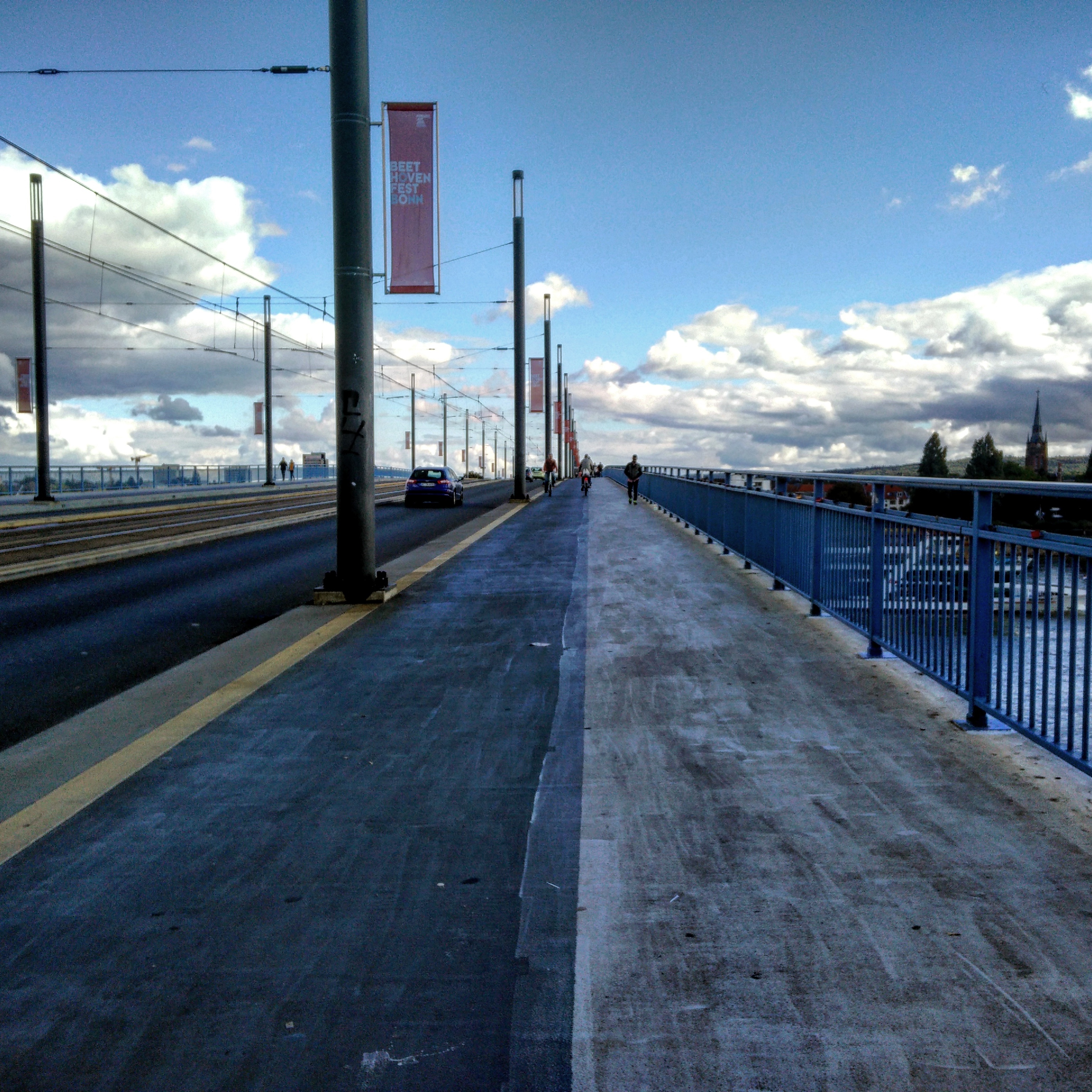
Kennedybron i Bonn.

Kennedybron (tyska: Kennedybrücke) är en bro i Bonn som sträcker sig över floden Rhen. Bron byggdes mellan 1948 och 1949 – grundstensläggningen ägde rum 8 mars 1949 – sedan en gammal bro över floden Rhen förstörts i Andra världskriget 1945. Bron fick sitt nuvarande namn 1963 för att hedra den amerikanske presidenten John F. Kennedy. Mellan 2007 och 2010 breddades bron.

## Bilder

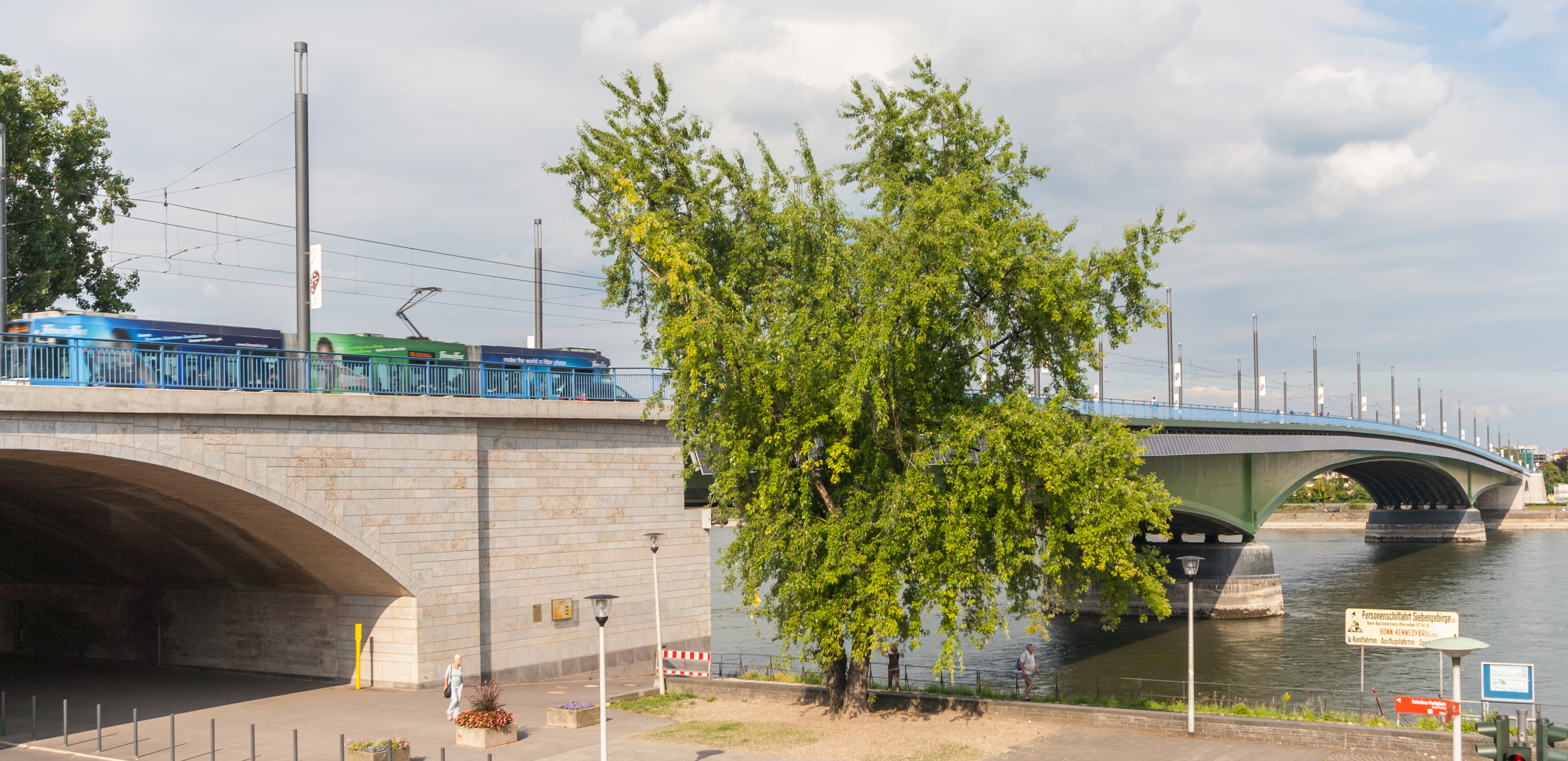
Kennedybron 2013.
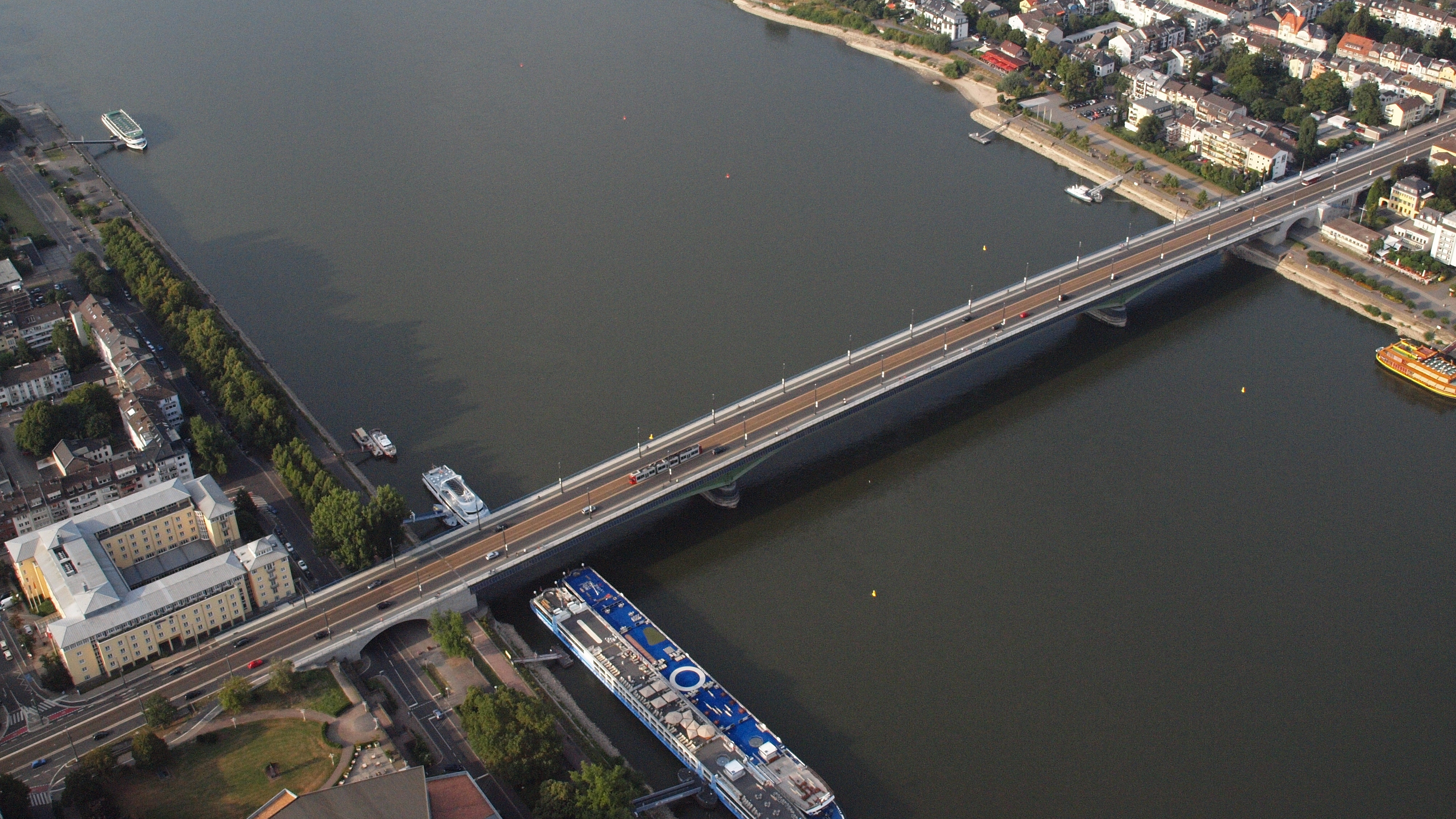
Kennedybron från ovan.